# PWI Tag Team of the Year
Le PWI Tag Team of the Year Award (Trophée de la meilleure Équipe de l'année), est donné depuis 1972 par le magazine de catch Pro Wrestling Illustrated, qui reconnaît la meilleure équipe choisie par les fans.

## Palmarès
| Année | Vainqueur                                                        | Second                                                            | Troisième                                              | Quatrième                                                 |
| ----- | ---------------------------------------------------------------- | ----------------------------------------------------------------- | ------------------------------------------------------ | --------------------------------------------------------- |
| 1972  | Dick the Bruiser (en) et The Crusher (en)                        |                                                                   |                                                        |                                                           |
| 1973  | Nick Bockwinkel et Ray Stevens (en)                              |                                                                   |                                                        |                                                           |
| 1974  | Jimmy (en) et Johnny Valiant                                     |                                                                   |                                                        |                                                           |
| 1975  | Gene (en) et Ole Anderson                                        |                                                                   |                                                        |                                                           |
| 1976  | The Executioners (#1 et #2)                                      | Gene (en) et Ole Anderson                                         | Chief Jay Strongbow et Billy White Wolf (en)           | Jimmy (en) et Johnny Valiant                              |
| 1977  | Gene (en) et Ole Anderson                                        | Professor Tanaka (en) et Mr. Fuji                                 | Greg Gagne (en) et Jim Brunzell                        | Ric Flair et Greg Valentine                               |
| 1978  | Ricky Steamboat et Paul Jones (en)                               | The Yukon Lumberjacks (en) (Lumberjack Eric et Lumberjack Pierre) | Mike Graham (en) et Steve Keirn (en)                   | Greg Gagne (en) et Jim Brunzell                           |
| 1979  | Ivan Putski et Tito Santana                                      | Jerry (en) et Johnny Valiant                                      | Paul Jones (en) et Baron Von Raschke                   | The Spoiler (en) et Mark Lewin (en)                       |
| 1980  | Jimmy Snuka et Ray Stevens (en)                                  | Mr. Wrestling (en) et Mr. Wrestling II                            | The Wild Samoans (Afa et Sika)                         | Verne Gagne et Mad Dog Vachon                             |
| 1981  | Fabulous Freebirds (Michael Hayes et Terry Gordy)                | Rick Martel et Tony Garea                                         | Mr. Fuji et Mr. Saito                                  | Greg Gagne (en) et Jim Brunzell                           |
| 1982  | Greg Gagne (en) et Jim Brunzell                                  | Mr. Fuji et Mr. Saito                                             | Fabulous Freebirds (Michael Hayes et Terry Gordy)      | Ole Anderson et Stan Hansen                               |
| 1983  | The Road Warriors (Hawk et Animal)                               | The Von Erichs (Kerry, Kevin, David et Mike Von Erich)            | Fabulous Freebirds (Michael Hayes et Terry Gordy)      | Jack (en) et Jerry Brisco                                 |
| 1984  | The Road Warriors (Hawk et Animal)                               | The Von Erichs (Kerry, Kevin, David et Mike Von Erich)            | The Fabulous Ones (Stan Lane et Steve Keirn (en))      | Rock 'n' Roll Express (Ricky Morton et Robert Gibson)     |
| 1985  | The Road Warriors (Hawk et Animal)                               | Ted DiBiase et Steve Williams                                     | Ivan et Nikita Koloff                                  | The British Bulldogs (Davey Boy Smith et Dynamite Kid)    |
| 1986  | Rock 'n' Roll Express (Ricky Morton et Robert Gibson)            | The Road Warriors (Hawk et Animal)                                | The British Bulldogs (Davey Boy Smith et Dynamite Kid) | The Midnight Rockers (Shawn Michaels et Marty Jannetty)   |
| 1987  | The Midnight Express (Bobby Eaton et Stan Lane)                  | The Hart Foundation (Bret Hart et Jim Neidhart)                   | The Road Warriors (Hawk et Animal)                     | Rock 'n' Roll Express (Ricky Morton et Robert Gibson)     |
| 1988  | The Road Warriors (Hawk et Animal)                               | The Midnight Express (Bobby Eaton et Stan Lane)                   | Demolition (Ax et Smash)                               | Jim Garvin & Michael Hayes                                |
| 1989  | The Brain Busters (Arn Anderson et Tully Blanchard)              | Demolition (Ax et Smash)                                          | The Road Warriors (Hawk et Animal)                     | Rock 'n' Roll Express (Ricky Morton et Robert Gibson)     |
| 1990  | The Steiner Brothers (Rick et Scott Steiner)                     | Demolition (Ax et Smash)                                          | Doom (Ron Simmons et Butch Reed)                       | The Legion of Doom (Hawk et Animal)                       |
| 1991  | The Enforcers (Arn Anderson et Larry Zbyszko)                    | The Legion of Doom (Hawk et Animal)                               | The Steiner Brothers (Rick et Scott Steiner)           | Jeff Jarrett et Robert Fuller                             |
| 1992  | Terry Gordy and Steve Williams                                   | The Natural Disasters (Earthquake et Typhoon)                     | The Steiner Brothers (Rick et Scott Steiner)           | Barry Windham et Dustin Rhodes                            |
| 1993  | The Steiner Brothers (Rick et Scott Steiner)                     | The Hollywood Blondes (Steve Austin et Brian Pillman)             | Money Inc. (Ted DiBiase et Irwin R. Schyster)          | The Heavenly Bodies (Tom Prichard et Stan Lane)           |
| 1994  | The Nasty Boys (Brian Knobbs et Jerry Sags)                      | The Headshrinkers (Samu (en) et Fatu)                             | The Public Enemy (Johnny Grunge et Rocco Rock)         | Rock 'n' Roll Express (Ricky Morton et Robert Gibson)     |
| 1995  | Harlem Heat (Booker T et Stevie Ray)                             | The Smokin' Gunns (Billy et Bart Gunn)                            | Owen Hart et Yokozuna                                  | The Steiner Brothers (Rick et Scott Steiner)              |
| 1996  | Harlem Heat (Booker T et Stevie Ray)                             | The Eliminators (Perry Saturn et John Kronus)                     | The Steiner Brothers (Rick et Scott Steiner)           | The Gangstas (New Jack et Mustafa Saed)                   |
| 1997  | The Outsiders (Scott Hall et Kevin Nash)                         | The Steiner Brothers (Rick et Scott Steiner)                      | The Road Warriors (Hawk and Animal)                    | Lex Luger et The Giant                                    |
| 1998  | The New Age Outlaws (Road Dogg et Billy Gunn)                    | Rob Van Dam et Sabu                                               | Mankind et Kane                                        | Brothers of Destruction (The Undertaker et Kane)          |
| 1999  | X-Pac et Kane                                                    | The Hardy Boyz (Matt et Jeff Hardy)                               | Harlem Heat (Booker T et Stevie Ray)                   | The Dudley Boyz (Bubba Ray et D-Von Dudley)               |
| 2000  | The Hardy Boyz (Matt et Jeff Hardy)                              | Edge et Christian                                                 | The Dudley Boyz (Bubba Ray et D-Von Dudley)            | KroniK (Brian Adams et Bryan Clark)                       |
| 2001  | The Dudley Boyz (Bubba Ray et D-Von Dudley)                      | Brothers of Destruction (Kane & The Undertaker)                   | The Hardy Boyz (Matt et Jeff Hardy)                    | The Acolytes (Bradshaw et Faarooq)                        |
| 2002  | Billy et Chuck                                                   | Booker T et Goldust                                               | 3 Minute Warning (Rosey et Jamal)                      | Kurt Angle et Chris Benoit                                |
| 2003  | The World's Greatest Tag Team (Shelton Benjamin et Charlie Haas) | America's Most Wanted (Chris Harris et James Storm)               | The Dudley Boyz (Bubba Ray et D-Von Dudley)            | Los Guerreros (Eddie et Chavo Guerrero)                   |
| 2004  | America's Most Wanted (Chris Harris et James Storm)              | La Résistance (Sylvain Grenier et Rob Conway)                     | The Dudley Boyz (Bubba Ray et D-Von Dudley)            | Charlie Haas et Rico                                      |
| 2005  | MNM (Joey Mercury et Johnny Nitro)                               | The Naturals (Chase Stevens et Andy Douglas)                      | Road Warrior Animal et Heidenreich                     | America's Most Wanted (Chris Harris et James Storm)       |
| 2006  | Christopher Daniels et AJ Styles                                 | Paul London et Brian Kendrick                                     | D-Generation X (Shawn Michaels et Triple H)            | The Big Show et Kane                                      |
| 2007  | Paul London et Brian Kendrick                                    | Team 3D (Brother Ray et Brother Devon)                            | Jay Briscoe et Mark Briscoe                            | Deuce et Domino                                           |
| 2008  | Beer Money Inc. (Robert Roode et James Storm)                    | John Morrison et The Miz                                          | Cody Rhodes et Ted DiBiase Jr.                         | The Latin American XChange (Homicide et Hernandez)        |
| 2009  | Team 3D (Brother Ray et Brother Devon)                           | Beer Money Inc. (Robert Roode et James Storm)                     | Chris Jericho et The Big Show                          | D-Generation X (Triple H et Shawn Michaels)               |
| 2010  | The Motor City Machine Guns (Alex Shelley et Chris Sabin)        | The Hart Dynasty (Tyson Kidd et David Hart Smith)                 | Kings of Wrestling (Claudio Castagnoli et Chris Hero)  | Beer Money, Inc. (Bobby Roode et James Storm)             |
| 2011  | Beer Money, Inc. (Bobby Roode et James Storm)                    | The World's Greatest Tag Team (Charlie Haas et Shelton Benjamin)  | Air Boom (Kofi Kingston et Evan Bourne)                | Kings of Wrestling (Claudio Castagnoli et Chris Hero)     |
| 2012  | Kofi Kingston et R-Truth                                         | Bad Influence (Christopher Daniels et Frankie Kazarian)           | Team Hell No (Daniel Bryan et Kane)                    | Samoa Joe et Magnus                                       |
| 2013  | The Shield (Roman Reigns et Seth Rollins avec Dean Ambrose)      | The Brotherhood (Cody Rhodes et Goldust)                          | Team Hell No (Daniel Bryan et Kane)                    | reDRagon (Kyle O'Reilly et Bobby Fish)                    |
| 2014  | The Usos (Jimmy Uso et Jey Uso)                                  | reDRagon (Bobby Fish et Kyle O'Reilly)                            | The Wolves (Davey Richards et Eddie Edwards)           | Goldust et Stardust                                       |
| 2015  | The New Day (Big E, Kofi Kingston et Xavier Woods)               | The Young Bucks (Matt et Nick Jackson)                            | The Wolves (Davey Richards et Eddie Edwards)           | reDRagon (Kyle O'Reilly et Bobby Fish)                    |
| 2016  | The New Day (Big E, Kofi Kingston et Xavier Woods)               | The Young Bucks (Matt et Nick Jackson)                            | Enzo et Cass (Enzo Amore et Big Cass)                  | The Revival (Dash Wilder et Scott Dawson)                 |
| 2017  | The Young Bucks (Matt et Nick Jackson)                           | The Bar (Cesaro et Sheamus)                                       | The Shield (Dean Ambrose et Seth Rollins)              | The Usos (Jimmy Uso et Jey Uso)                           |
| 2018  | The Young Bucks (Matt et Nick Jackson)                           | The New Day (Big E, Kofi Kingston et Xavier Woods)                | The Undisputed Era(Kyle O'Reilly et Roderick Strong)   | The Latin American XChange (Ortiz et Santana)             |
| 2019  | ReDragon (Bobby Fish et Kyle O'Reilly)                           | The Young Bucks (Matt et Nick Jackson)                            | Lucha Brothers (Pentagon Jr & Rey Fénix)               | The New Day (Big E, Kofi Kingston et Xavier Woods)        |
| 2020  | Bayley et Sasha Banks                                            | FTR (Dax Harwood et Cash Wheeler)                                 | Adam Page et Kenny Omega                               | The Street Profits (Angelo Dawkins et Montez Ford)        |
| 2021  | Young Bucks (Matt et Nick Jackson)                               | Lucha Brothers (Pentagon Jr et Rey Fénix)                         | The Usos (Jimmy Uso et Jey Uso)                        | The New Day (Kofi Kingston et Xavier Woods)               |
| 2022  | FTR (Dax Harwood et Cash Wheeler)                                | The Usos (Jimmy Uso et Jey Uso)                                   | The Acclaimed (Max Caster & Anthony Bowens)            | The Motor City Machine Guns (Alex Shelley et Chris Sabin) |
| 2023  | FTR (Dax Harwood et Cash Wheeler)                                | Kevin Owens et Sami Zayn                                          | Better Than You Bay Bay (Adam Cole et MJF)             | The Usos (Jimmy Uso et Jey Uso)                           |

## Source
1. ↑  (en-US) « PWI ACHIEVEMENT AWARDS – PWI Pro Wrestling Illustrated », 2 août 2023 (consulté le 4 août 2023)
2. ↑  (en-US) « ACHIEVEMENT 2023: PWI AWARDS, Year In Review – PWI Pro Wrestling Illustrated », 6 mai 2024 (consulté le 19 mai 2024)